# لجنة

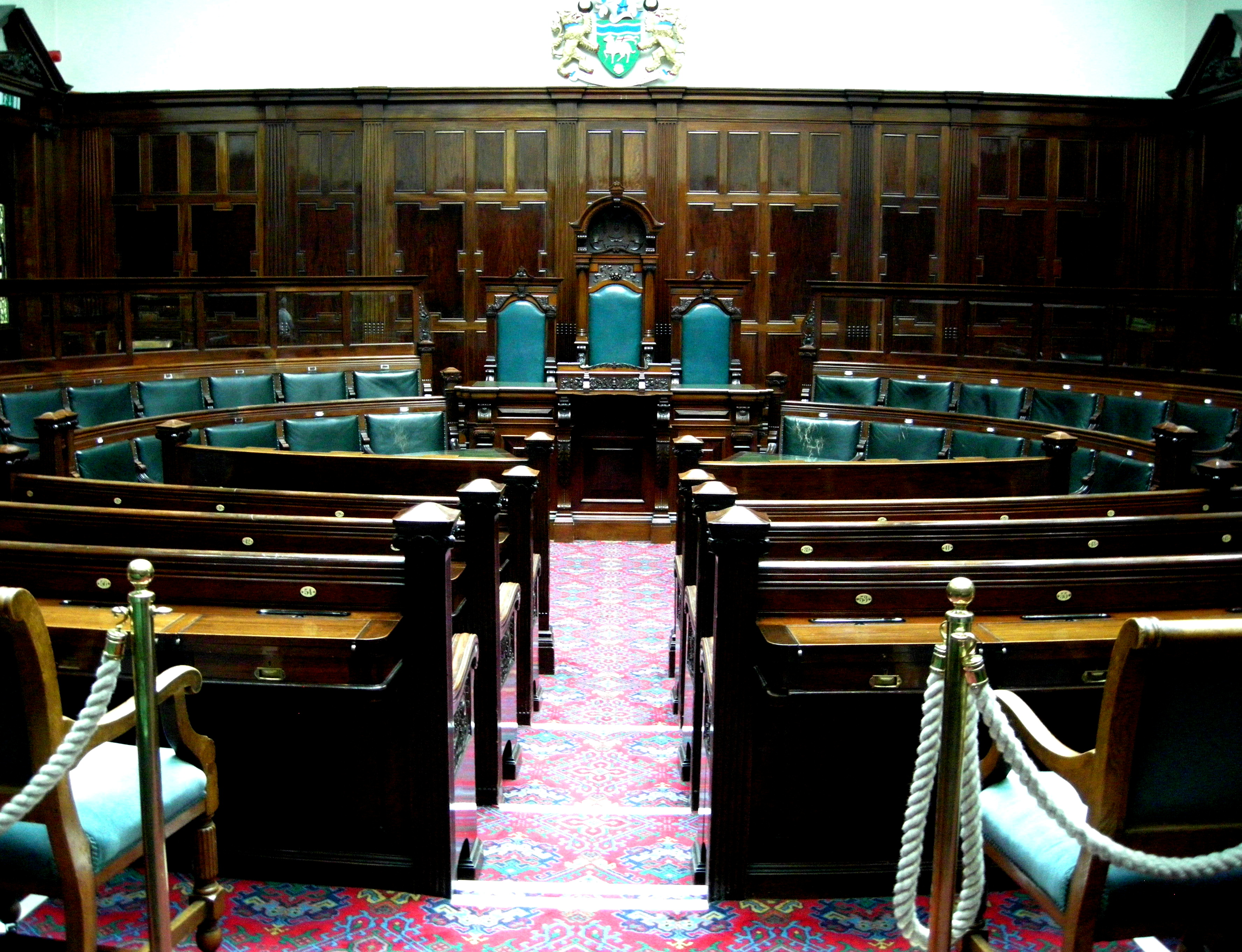
قاعة اللجنة المصممة عام 1901 في مجلس بلدية هاليفاكس

اللَّجنة أو المُفَوَّضِيَّة هو نوع من جمعيات التداول الصغيرة التي تهدف عادةً إلى البقاء خاضعة للجنة أخرى، جمعية تداول أكبر - والتي تم تنظيمها بحيث عندما يحتاج عمل اللجنة إجراء تصويت جميع أعضائها الذين يحق لهم التصويت، يطلق عليها اسم "اللجنة الشاملة. وتؤدي اللجان غالبًا عددًا من الوظائف المختلفة:
- الحوكمة: في المنظمات التي تعتبر كبيرة جدًا لتستوعب مشاركة جميع الأعضاء في القرارات التي تؤثر في المنظمة ككل، وحينئذٍ تمنح إحدى اللجان (مثل مجلس الإدارة أو «اللجنة التنفيذية») سلطة اتخاذ القرارات أو إنفاق الأموال أو تنفيذ الأفعال. وقد تكون بعض أو كل تلك السلطات محدودة أو مطلقة لتحقيق الفعالية. فبالنسبة لمثال الحالة الأخيرة، يمكن لمجلس الإدارة أن يبرم بصورة متكررة قودًا ملزمة واتخاذ القرارات التي لا يمكن سحبها أو إلغاؤها بموجب القانون بمجرد اتخاذها أو تنفيذها.

- التنسيق: قد يجتمع الأفراد من مختلف أقسام المؤسسة (مثل كبار نواب المديرين) اجتماعات دورية لمناقشة التطورات في المجالات المختلفة واستعراض المشروعات التي تتجاوز الحدود المؤسسية والتباحث حول الخيارات المستقبلية، وما إلى ذلك. وحيثما تكون هناك لجنة كبيرة، فمن الشائع أن تنبثق منها لجان أصغر تنهض بوظائف أكثر تخصصًا - فمثلاً، يوجد في مجالس الإدارة في الشركات الكبيرة لجنة مراجعة (مستمرة) ولجنة مالية ولجنة تعويضات إلخ. وعادة ما تنظم أعمال المؤتمرات الأكاديمية الكبيرة من خلال لجنة تنسيق تنبثق من الجهاز المهني ذي الصلة.

- البحث والتوصية: تتشكل تلك اللجان غالبًا لتنفيذ الأبحاث وتقديم التوصيات حول المشروع أو التغيير المحتمل أو المخطط. فمثلاً قد تشكل إحدى المؤسسات، عندما تنظر في تنفيذ استثمار رأسمال كبير، لجنة عمل مؤقتة تضم أشخاصًا عدة لمراجعة الخيارات وتقديم التوصيات للإدارة العليا أو مجلس الإدارة. وعادة ما تُحل تلك اللجان بعد إصدار التوصيات (عادة ما تقدم التوصيات في شكل تقرير نهائي).
- التصنيف: كوسيلة من وسائل العلاقات العامة بإرسال المسائل الحساسة أو غير الملائمة أو غير ذات الصلة إلى اللجان، فتتغاضى المؤسسات عنها أو توقفها أو تنكرها دون إعلان سياسة رسمية للتنفيذ أو التجاهل.

## الإجراءات
- من الشائع أن يقوم رئيس اللجنة بتنظيم اجتماع اللجنة باستخدام جدول أعمال الذي يتم توزيعه دائمًا قبل الاجتماع.
- يكون رئيس اللجنة مسؤولاً عن تسيير الاجتماعات: الحفاظ على سير المناقشة في الموضوع المناسب وتسمية الأفراد (مناداتهم للحديث) غالبًا ما يتم التغاضي عن ذلك في اللجان الأصغر، والدعوة إلى التصويت بعد إجراء النقاش [يتم التصويت الرسمي في العموم في اللجان المشتركة في الحوكمة فقط. وغالبًا ما تتبع لجان الحوكمة عمليات رسمية (فمثلاً يمكنهم اتباع قواعد النظام الديمقراطية)؛ وهناك أنواع أخرى من اللجان تعمل بصورة غير رسمية، بحيث يكون رئيس اللجنة مسؤولاً عن تقرير مدى رسمية عمليات اللجنة.
- المحاضر، سجل للمناقشة وقرارات الاجتماع، ويحتفظ بها في الغالب الشخص المعين في منصب أمين اللجنة؛ وقد تكون تلك المحاضر لازمة قانونيًا (نكرر مرة أخرى، هذه المحاضر شائعة في لجان الحوكمة، لا سيما في مجالس الإدارة).
- بالنسبة للجان التي تعقد اجتماعاتها بشكل دوري، غالبًا ما يتم توزيع محاضر آخر اجتماع على أعضاء اللجنة قبل الاجتماع التالي، وتكون تلك المحاضر متاحة لجميع الأعضاء.
- قد تعقد اللجان اجتماعاتها بصورة دورية، غالبًا أسبوعيًا أو سنويًا، وقد تتم الدعوة لعقد الاجتماعات بصورة غير دورية حسب الحاجة. ففي الحالات الطارئة، قد تجتمع اللجنة أكثر من مرة يوميًا أو تظل في حالة انعقاد دائم، مثل اجتماع اللجنة التنفيذية للرئيس أثناء أزمة صواريخ كوبا.

## اللجان الفرعية
تسمى اللجنة المتفرعة من لجنة أكبر لجنة فرعية.
عندما يكون اسم المجموعة الأكبر اسمًا آخر غير "اللجنة" - مثل "مجلس" أو "مفوضية"، فإن المجموعة (المجموعات) الأصغر تسمى عادةً لجنة (لجانًا)، وليس لجنة (لجانًا) فرعية، وقد يطلق عليها اسم مختلف تمامًا أو يحل اسم "مفوضية" محل "لجنة". فعلى سبيل المثال في العلوم، في "اللجنة الدولية للطبقات" (ICS) وهي لجنة عمل دائمة يتم تنفيذ أعمال تنظيمية لوضع نظام تسمية موحد ومعايير في السجل الجيولوجي والتسلسل التاريخي منذ 1974، وكل ذلك تحت إشراف الاتحاد الدولي للعلوم الجيولوجية (IUGS). فهي من الناحية الفنية "اللجنة الدولية لعلم الطبقات (ISC)، التي تتمتع بسلطات لجنة تنفيذية محدودة لتسمية اللجان الفرعية الأخرى (المسماة أيضًا المفوضية) لحسم أمور معينة تضم المقياس الزمني الجيولوجي- ويجب أن يتبنى الاتحاد الدولي للعلوم الجيولوجية وقائع تلك اللجنة ووقائع لجانها الفرعية ويجتمع الاتحاد في اتحاد شامل كل أربعة أعوام للنظر في توصيات اللجنة الفرعية وإعلان تبني تلك التوصيات رسميًا أو رفضها.
بالنسبة لما سبق، يمكن بسهولة رؤية لجان فرعية مضافة إليها تصنيفات أخرى بإضافة المزيد من الصفات إليها: “لجنة تنفيذية”“لجنة دائمة”, and “لجنة عاملة”:

### لجان تنفيذية
هي لجنة فرعية تتمتع بـ سلطات تنفيذية محددة تحديدًا واضحًا منصوص عليها عادةً في ميثاق أو قانون وتجتمع تلك اللجنة بصورة متكررة لإدارة الشئون والمزيد من الأهداف الخاصة بالمؤسسة أو الكيان. وبصورة طبيعية يتم تشريع هذه السلطات عندما تكون المؤسسة عبارة عن مجلس إدارة كبير مثل اتحاد العمال]الدولي، والشركات الكبيرة (التي تضم الآلاف من حملة الأسهم) أو المؤسسات القومية والدولية. ويعتبر مجلس الإدارة نفسه نوعًا من اللجان التنفيذية التي يتم تأسيسها بموجب ميثاق وقانون الكيان وينتخبها الأعضاء المنتشرون في كافة الفروع. ومن الشائع في المؤسسات حيث يكون مجلس الإدارة كبيرًا - لنقل 20 شخصًا أو يزيد - أن يكون هناك لجنة تنفيذية تابعة لمجلس الإدارة - لجنة تنفيذية فرعية لأعضاء مجلس الإدارة، ويخول لها اتخاذ الإجراءات نيابةً عن المجلس بأكمله.

### لجنة دائمة
هي لجنة تشكلها جهة رسمية وتحدد نطاق أعمالها وسلطاتها. وتعد معظم اللجان الفرعية التشريعية الحكومية لجانًا دائمة، تعمل تحت اسم اللجنة الدائمة. وتجتمع اللجنة الدائمة بصورة دورية أو غير دورية حسب قانون تنفيذها، وتحتفظ بأي سلطة أو حقوق المراقبة الممنوحة لها حتى صدور إجراءات رسمية لاحقة للجنة ككل (تغيير قانون أو لائحة) بحل اللجنة.

### لجان عاملة
هي لجنة مخصصة تشكل لتنفيذ مهمة معينة أو لمراقبة ناحية مستمرة بحاجة إلى مراقبة أو إشراف. وتكون العديد من اللجان العاملة لجانًا بحثية أو لجانًا يتم تنسيقها حسب النوع أو الغرض، وقد تكون لجنة مؤقتة. وقد تكون بعض تلك اللجان لجانًا فرعية من جمعية أكبر تختص بمصالح معينة والتي تقرر متى ستجتمع وتناقش المسائل المتعلقة بمصالحها. فعلى سبيل المثال قد يعقد مجموعة من الفلكيين اجتماعًا مخصصًا لمناقشة كيفية جعل المجتمع الأكبر بـ الأجسام القريبة من الأرض؛ وقد تجتمع مجموعة فرعية من المهندسين والعلماء من فريق تطوير مشروع كبير اجتماعًا مخصصًا لحل بعض المشكلات ذات اعتبارات إطلاق المشروع والمضاربات. فعند استخدام مصطلح اللجنة العاملة استخدامًا رسميًا، فيقصد به عمومًا مجموعة لها واجبات محددة وسلطة تتصل بتلك الواجبات، لذا فعندما تأتي في سياقات رسمية فإنها تضم جميع أنواع اللجان الرسمية الأخرى. وتعتبر اللجنة الدولية للطبقات ولجانها الفرعية (المسماة المفوضية) لجانًا عاملة تجتمع بصورة دورية ومتكررة لمناقشة الوقائع والتنسيق لدفع احتياجات الاتحاد الدولي للعلوم الجيولوجية (الذي يجدول اجتماعاته دوريًا فقط كل أربعة أعوام) ومجتمع العلوم الأكبر.

## الحاجات
تعد اللجان من الجوانب الضرورية في المؤسسة ذات الحجم الكبير نسبيًا (لنقل المؤسسة التي تضم أكثر من 15 شخصًا أو 20 شخصًا). فتلك اللجان تحافظ على إمكانية إدارة هؤلاء الأفراد.

### الأسباب متعددة المجالات
تعد اللجان طريقة رسمية لتجميع الأشخاص أصحاب الخبرات المتصلة من مختلف أنحاء المؤسسة، فهؤلاء الأشخاص ليس أمامهم سبيل مفيد لتشارك المعلومات وتنسيق الأفعال. فتلك الاجتماعات تعد مناسبةً لتعميق وجهات النظر ومشاركة المسؤوليات. وقد تضم اللجان أيضًا خبراء للتوصية بإجراءات اللجنة الشاملة في الأمور التي تتطلب معرفة متخصصة أو قدرة تقنية. فلجان «الدفاع» أو «القطاع المصرفي» الفرعية في الهيئات التشريعية أو غير ذلك من العديد من المفوضيات العلمية الدولية مثل اللجنة الدولية للطبقات المذكورة أعلام، أو «مجلس الصحة» المحلي تكون أو يحتمل أن تكون كذلك.

## لجنة مؤتمر
لجنة المؤتمر عبارة عن لجنة مشتركة تضم السلطة التشريعية المكونة من برلمان من مجلسين، والتي يتم تعيينها، وتتألف من، أعضاء من المجلسين للنظر في الخلافات المتعلقة بـ مشروع قانون معين.
وفي حين أن تلك اللجان شائعة في الكونغرس الأمريكي والهيئات التشريعية في الدول الأخرى التي تطبق النظام الرئاسي، فلم تعد تلك اللجان مستخدمة في برلمان المملكة المتحدة أو معظم البرلمانات ثنائية الغرفة في نظام الوستمنستر. ودائمًا ما تتكون لجنة المؤتمر من أعضاء كبار في اللجنة الدائمة لكل مجلس التي تنظر أساسًا في التشريع. أما في الكونغرس الأمريكي، تعد لجنة المؤتمر لجنة مؤقتة تضم مفوضي مجلس النواب ومجلس الشيوخ، ويتم تشكيل تلك اللجنة لحسم الاختلافات بين نسخ القوانين الصادرة من مجلس النواب ومجلس الشيوخ.

## لجنة دائمة
تعد اللجنة الدائمة وحدة فرعية من هيئة تشريعية أو وقائعية يتم تأسيسها بصورة دائمة لمساعدة المجلس الرئيسي في تنفيذ واجباته. ودائمًا ما تحصل اللجنة الدائمة على ترخيص تشريعي خاصة بناحية معينة من التشريع من خلال المجلس الأم.
فبموجب قوانين الولايات المتحدة الأمريكية، تكون اللجنة الدائمة لجنة كونغرس مخولة على الدوام بموجب قواعد مجلس النواب الأمريكي ومجلس الشيوخ الأمريكي. ولقد خفض قانون إعادة التنظيم التشريعي لعام 1946 عدد اللجان تخفيضًا كبيرًا، وأنشئ هيكل اللجنة التشريعية العاملة اليوم، حسب تعديلها بموجب التغيرات المرخصة عبر آلية تغيير القواعد النظامية.

### لجنة تنفيذية دائمة
قسم في الحكومة حيث يتم اتخاذ الإجراءات التنفيذية

### السلطات التشريعية
وتستخدم العبارة في السلطة التشريعية للدول التالية:
- أستراليا
  - لجان مجلس النواب الأسترالي
  - لجان مجلس الشيوخ الأسترالي
- كندا
  - قائمة لجان مجلس العموم الكندي
  - لجنة دائمة (كندا)
- الصين
  - اللجنة الدائمة للكونغرس الشعبي الوطني
  - اللجنة الدائمة للمكتب السياسي للحزب الشيوعي الصيني
- آيسلندا
  - قائمة اللجان الدائمة في البرلمان الآيسلندي
- الهند
  - لجنة دائمة (الهند)
- المملكة المتحدة
  - لجنة القانون العام
- الولايات المتحدة
  - اللجنة الدائمة (الكونغرس الأمريكي)

#### اللجان البرلمانية
تشارك اللجان التالية في الإجراءات البرلمانية:
- اللجنة المالية، إذا كان مشروع القانون يشتمل على اعتمادات أو ينطوي على تضمينات مالية للدولة أو الاتحاد.
- لجنة السياسة. لجنة مناسبة للموضوع.
- لجنة اللوائح. تخصص لجنة اللوائح في مجلس النواب القانون المناسب لكل لجنة سياسة.

## لجان التسيير
لجنة التسيير هي لجنة تقدم التوجيهات والإرشادات والمراقبة لأحد المشروعات داخل المؤسسة. ومصطلح لجنة التسيير مشتق من آلية التسيير التي تغير زاوية التسيير لعجلات المركبة.
تستخدم لجان تسيير المشروعات غالبًا في توجيه ومراقبة مشروعات تقنية المعلومات في المؤسسات الكبرى كجزء من حوكمة المشروع. وقد تضم مهام اللجنة وضع دراسة العمل للمشروع والتخطيط وتوفير المساعدات والإرشادات ومتابعة التطور والتحكم في نطاق المشروع وحسم النزاعات.